# Ispettorato generale della sanità militare
Das Ispettorato generale della sanità militare (IGESAN) ist eine militärische Kommandostelle, die für das militärische Sanitätswesen in den italienischen Streitkräften zuständig ist. Der Generalinspekteur des militärischen Sanitätswesens untersteht mit seiner in Rom ansässigen Dienststelle dem Generalstabschef der Streitkräfte unmittelbar. Der Generalinspekteur des Sanitätswesens, ein Generalleutnant/Vizeadmiral, ist italienischer Vertreter beim Committee of the Chiefs of Military Medical Services in NATO (COMEDS) und beim International Committee of Military Medicine.

## Aufgaben und Organisation
In den italienischen Streitkräften gibt es keinen zentralen Sanitätsdienst als eigenständigen Organisationsbereich; Heer, Marine, Luftwaffe und Carabinieri haben jeweils einen eigenen Sanitätsdienst. Seit dem Jahr 2006 bilden die Sanitätsdienste der Teilstreitkräfte in verschiedenen Bereichen ein Netzwerk, das einem zentralen Sanitätsdienst sehr nahekommt. Verschiedene Einrichtungen, insbesondere Militärkrankenhäuser, die vor 2006 in der Regel nur Soldaten einer einzelnen Teilstreitkraft dienten, wurden für Soldaten aller anderen Teilstreitkräfte (und bei Bedarf auch für Zivilisten) geöffnet und zum Teil teilstreitkraftübergreifend organisiert, wobei jeweils der Sanitätsdienst einer Teilstreitkraft die Führungsrolle hat. Die diesbezügliche Instanz für Planung, Konzeption, Koordinierung und sonstige Grundsatzaufgaben ist das 2007 gegründete Ispettorato generale della sanità militare. Es hat Weisungsbefugnisse gegenüber folgenden Organisationen:

### Corpo di sanità e veterinaria dell’Esercito

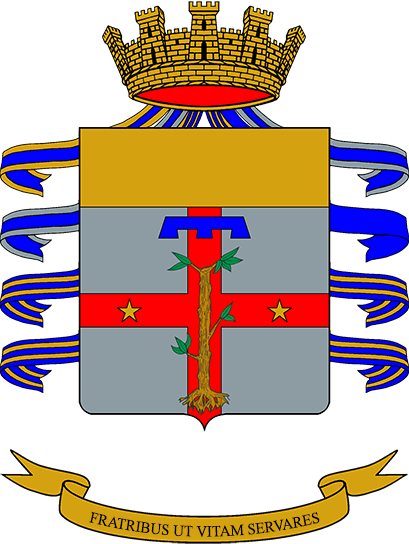
Wappen des Heeres-Sanitätsdienstes

Das „Sanitäts- und Veterinärkorps des Heeres“ untersteht dem Logistikkommando des Heeres. Das Sanitätskorps wurde am 4. Juni 1833 im damals noch piemontesischen Heer gegründet. In der territorialen Organisation dieses Sanitätsdienstes gab es bis zum Zweiten Weltkrieg in der Regel ein Militärkrankenhaus je Korpsbereich (Comando militare territoriale). Im Jahr 1984 gab es in den damals sieben Militärregionen zwei zentrale Militärkrankenhäuser in Mailand und Rom, acht Militärkrankenhäuser in Turin, Verona, Padua, Udine, Bologna, Florenz, Bari und Caserta, fünf kleinere Militärkrankenhäuser in Bozen, Chieti, Messina, Palermo und Cagliari sowie acht medizinische Institute. Nach dem Ende des Kalten Krieges wurde der Sanitätsdienst des Heeres stark verkleinert und im Jahr 1998 mit dem 1861 gegründeten Veterinärdienst fusioniert.
Zum Korps gehören heute ein Militärkrankenhaus in Rom, ein kleineres Krankenhaus in Mailand, vier medizinische Institute (in Padua, Rom, Messina und Cagliari), ein Forschungsinstitut in Rom, eine Tierklinik in Montelibretti bei Rom, ein Veterinärzentrum in Grosseto sowie eine Sanitäts- und Veterinärschule in Rom-Cecchignola. Zu diesen territorialen Einrichtungen kommen Sanitätseinheiten in verschiedenen Logistikverbänden und sonstige kleine Einrichtungen.
Barettabzeichen (Auswahl)

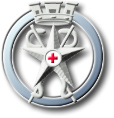
Humanmediziner
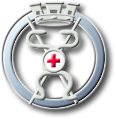
Apotheker
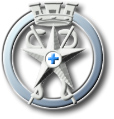
Veterinäre
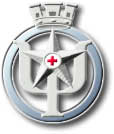
Psychologen

### Corpo sanitario militare marittimo

Patch Verwendungsreihe Marine-Sanitätsdienst

Tätigkeitsabzeichen Luftwaffen-Sanitäter

Der Marinesanitätsdienst wurde am 1. April 1861 gegründet. Bis zur folgenden Jahrhundertwende hatte jedes Küstenabschnittkommando (Dipartimento militare marittimo) jeweils ein Marinekrankenhaus. Diese befanden sich in La Spezia, La Maddalena, Neapel, Augusta, Tarent und Venedig. Nach dem Ende des Kalten Krieges blieben nur noch die Krankenhäuser in La Spezia und Tarent erhalten. 2006 wurde das Krankenhaus in La Spezia zu einem medizinischen Institut verkleinert, womit die Marine nur noch ein Krankenhaus in Tarent unterhält. Hinzu kommen an Land einige kleinere medizinische Stellen, darunter eine beim Spezialkräftekommando COMSUBIN, sowie der bordmedizinische Dienst.

### Corpo sanitario aeronautico
Der Sanitätsdienst der italienischen Luftstreitkräfte wurde am 8. Oktober 1925 eingerichtet. Dieser Dienst hatte nie eigene Militärkrankenhäuser, sondern nur (rechts-)medizinische Institute in Mailand, Florenz, Rom und Neapel. Ab 1937 wurde auf dem Militärflugplatz Guidonia ein flugmedizinisches Forschungsinstitut mit Außenstellen in Turin und Mailand aufgebaut, in dessen Nachfolge das heutige flug- und raumfahrtmedizinische Institut in Pratica di Mare steht. Neben dieser Einrichtung unterhält der Sanitätsdienst heute noch medizinische Institute in Mailand, Rom und Bari, eine mobile Sanitätseinheit in Verona-Villafranca, eine MedEvac-Einheit in Pratica di Mare, eine Sanitätsschule in Rom sowie kleine medizinische Versorgungseinrichtungen bei verschiedenen Kommandos und Verbänden.

### Servizio Sanitario Carabinieri
Die Sanitätsdirektion beim Generalkommando der Carabinieri in Rom ist für etliche kleinere medizinische Einrichtungen bei verschiedenen polizeilichen Kommandos in ganz Italien zuständig.

### Hilfsorganisationen
Charakteristisch für das Sanitätswesen der italienischen Streitkräfte ist die Einbindung von Hilfsgesellschaften gemäß den Bestimmungen der Genfer Konventionen. Bei den jeweiligen Angehörigen handelt es sich um uniformierte Freiwillige, die in militärischen Sanitätseinheiten und Einrichtungen dienen oder solche bilden. Zum militärischen Sanitätswesen Italiens gehören:
- Freiwillige Sanitäter und Krankenschwestern des militärischen Zweigs des Italienischen Roten Kreuzes[6][7]
- Freiwillige Sanitäter und Krankenschwestern des militärischen Hilfskorps des Souveränen Malteserordens.[8]

## Sonstiges
- Zum militärischen Sanitätswesen und damit zum Zuständigkeitsbereich des Generalinspekteurs gehört auch ein 1853 gegründeter chemisch-pharmazeutischer Betrieb der Streitkräfte in Florenz (Stabilimento chimico farmaceutico militare), der Arzneimittel für den militärischen und zum Teil auch für den zivilen Bedarf herstellt.[9] 2014 geriet der Betrieb in die Schlagzeilen, weil er im Auftrag des Gesundheitsministeriums Cannabis für medizinische Produkte für Schwerkranke anbauen soll.[10]
- Von 1968 bis 1997 gab es mit der Accademia di sanità militare interforze in Florenz eine gemeinsame Sanitätsakademie der Streitkräfte, an der Ärzte und Apotheker aller Teilstreitkräfte ausgebildet wurden.[11] Seit der Auflösung der Akademie findet die Ausbildung an den Offizierschulen der Teilstreitkräfte in Kooperation mit zivilen Hochschulen statt. Bei Bedarf werden externe Mediziner, Apotheker und Psychologen auch direkt eingestellt.
- Italienische Sanitätsoffiziere haben keine vom Standard abweichende, also spezielle Dienstgradbezeichnungen. Zu den üblichen Offizierdienstgraden kommen lediglich Zusätze wie medico oder veterinario. Abweichungen von dieser Regel gibt es nur bei Generalen und Admiralen, siehe Dienstgrade der italienischen Streitkräfte.
- Der Generalinspekteur des militärischen Sanitätswesens kann zugleich Leiter des Sanitätsdienstes der Teilstreitkraft sein, aus der er jeweils stammt.